# Powadino (przystanek kolejowy)
Powadino (ros. Повадино) – przystanek kolejowy w miejscowości Powadino, w rejonie domodiedowskim, w obwodzie moskiewskim, w Rosji. Położony jest na Wielkim Pierścieniu Kolei Moskiewskiej.
Dawniej stacja kolejowa. Przebudowana do przystanku w XXI w..